# Шипино (Ярославская область)
Шипино — деревня в Борисоглебском районе Ярославской области. Расположена примерно в трёх километрах к западу от районного центра — посёлка городского типа Борисоглебский. Ранее входила в Борисоглебскую волость Ростовского уезда Ярославской губернии и относилась к приходу церкви села Троицкое в Бору. Находится к северу от большого тракта из Ростова в Углич.
Упоминается ещё в 1678 году в переписи владений Борисоглебского монастыря (РГАДА, фонд 1209. Поместный приказ, Вотчинная коллегия и Вотчинный департамент). На тот период в Шипине было 13 дворов и проживало 43 человека мужского пола. Таким образом, общее население деревни тогда могло составлять 80-90 человек.
В 1859 году в Шипине имелось уже 20 дворов и проживало 74 лица мужского и 89 лиц женского пола, то есть 163 человека.
Население Шипино на 1 января 2010 г. составляет 35 чел. В настоящее время (2012 год) в деревне имеется 35 дворов, в которых проживает не более 30 местных жителей. Летом к ним добавляется несколько десятков дачников, приезжающих преимущественно из Москвы.

## Население
| Год  | Мужчин | Женщин | Всего | Дворов |
| ---- | ------ | ------ | ----- | ------ |
| 1678 | 43     |        |       | 13     |
| 1850 | 69     | 81     | 150   | 19     |
| 1859 | 74     | 89     | 163   | 20     |
| 1865 | 87     | 93     | 180   | 26     |
| 2012 |        |        | 30    | 35     |

| 2007 | 2010 |
| ---- | ---- |
| 35   | →35  |